# Gyorskorcsolya az 1932. évi téli olimpiai játékokon
Az 1932. évi téli olimpiai játékokon a gyorskorcsolya versenyszámait február 4. és 10. között rendezték. A férfiaknak négy versenyszámban osztottak érmeket. Három női számot is rendeztek, bemutató jelleggel.

## Éremtáblázat
(A rendező nemzet csapata eltérő háttérszínnel, az egyes számoszlopok legmagasabb értéke, vagy értékei vastagítással kiemelve.)
A táblázat csak a hivatalos, férfi versenyszámok érmeit tartalmazza.
| Az 1932. évi téli olimpiai játékok éremtáblázata gyorskorcsolyában. | Az 1932. évi téli olimpiai játékok éremtáblázata gyorskorcsolyában. | Az 1932. évi téli olimpiai játékok éremtáblázata gyorskorcsolyában. | Az 1932. évi téli olimpiai játékok éremtáblázata gyorskorcsolyában. | Az 1932. évi téli olimpiai játékok éremtáblázata gyorskorcsolyában. | Olimpia  |
| ------------------------------------------------------------------- | ------------------------------------------------------------------- | ------------------------------------------------------------------- | ------------------------------------------------------------------- | ------------------------------------------------------------------- | -------- |
|                                                                     | Ország                                                              | Arany                                                               | Ezüst                                                               | Bronz                                                               | Összesen |
| 1.                                                                  | Egyesült Államok (USA)                                              | 4                                                                   | 1                                                                   | 0                                                                   | 5        |
|                                                                     |                                                                     |                                                                     |                                                                     |                                                                     |          |
| 2.                                                                  | Norvégia (NOR)                                                      | 0                                                                   | 2                                                                   | 0                                                                   | 2        |
| 3.                                                                  | Kanada (CAN)                                                        | 0                                                                   | 1                                                                   | 4                                                                   | 5        |
|                                                                     |                                                                     |                                                                     |                                                                     |                                                                     |          |
| Összesen                                                            | Összesen                                                            | 4                                                                   | 4                                                                   | 4                                                                   | 12       |

## Részt vevő nemzetek
A versenyeken 6 nemzet 31 sportolója vett részt.
- Egyesült Államok (USA) (12)
- Finnország (FIN) (1)
- Japán (JPN) (4)
- Kanada (CAN) (7)
- Norvégia (NOR) (6)
- Svédország (SWE) (1)

## Érmesek

### Férfi
| Az 1932. évi téli olimpiai játékok érmesei férfi gyorskorcsolyában |                                        |                                       |                               |
| Versenyszám                                                        | Arany                                  | Ezüst                                 | Bronz                         |
| 500 m                                                              | Jack Shea · Egyesült Államok (USA)     | Bernt Evensen · Norvégia (NOR)        | Alexander Hurd · Kanada (CAN) |
| 1500 m                                                             | John Shea · Egyesült Államok (USA)     | Alexander Hurd · Kanada (CAN)         | Willy Logan · Kanada (CAN)    |
| 5000 m                                                             | Irving Jaffee · Egyesült Államok (USA) | Eddie Murphy · Egyesült Államok (USA) | Willy Logan · Kanada (CAN)    |
| 10 000 m                                                           | Irving Jaffee · Egyesült Államok (USA) | Ivar Ballangrud · Norvégia (NOR)      | Frank Stark · Kanada (CAN)    |

### Női
A női versenyszámok bemutatóként szerepeltek a programban.
| Versenyszám | Arany                                     | Ezüst                                     | Bronz                                   |
| 500 m       | Jean Wilson · Kanada (CAN)                | Elizabeth Dubois · Egyesült Államok (USA) | Kit Klein · Egyesült Államok (USA)      |
| 1000 m      | Elisabeth Dubois · Egyesült Államok (USA) | Hattie Donaldson · Kanada (CAN)           | Dorothy Franey · Egyesült Államok (USA) |
| 1500 m      | Kit Klein · Egyesült Államok (USA)        | Jean Wilson · Kanada (CAN)                | Helen Bina · Egyesült Államok (USA)     |